# アカネテンリュウ
アカネテンリュウとは、日本の競走馬である。1969年菊花賞の優勝馬で、同年の最優秀4歳馬牡馬。同期はトウメイ（天皇賞・秋・有馬記念）・ダイシンボルガード（ダービー）・リキエイカン（天皇賞・春）・メジロアサマ（天皇賞・安田記念）・ワイルドモア（皐月賞）等。主戦騎手は丸目敏栄。後に星野信幸。スピードシンボリの主戦騎手として有名な野平祐二も、アカネテンリュウに騎乗して目黒記念（秋）を制している。

## 戦績
主な勝ち鞍は、菊花賞・アメリカジョッキークラブカップ・東京新聞杯・セントライト記念・日本経済賞・目黒記念（秋）。有馬記念2年連続2着で、菊花賞を優勝した後の有馬記念ではスピードシンボリを追い詰める2着、翌年の有馬記念では同年の菊花賞馬ダテテンリュウとスピードシンボリとの3頭の壮絶な叩きあいで再度2着となった。
春シーズンは下級馬であったが、夏の函館から「戦後最大の上がり馬」と形容されるほど急成長した。このため当馬の活躍以後はしばしば上がり馬が「アカネテンリュウの再来」と表現された。菊花賞は直線で大きく内外を蛇行しながら勝利し、2着には翌春の天皇賞勝ち馬リキエイカンが入った。
アカネテンリュウは道悪馬場も得意であり、不良馬場の安田記念を制した重馬場巧者の牝馬ラファールに条件付ながらも勝利した事もあった。また、斤量負けする馬でもなく、最後の勝利となった東京新聞杯とオープン（3回）を60キログラム以上の斤量で勝利した。
古馬になってからは、天皇賞に出走したが全て敗退、挑戦した4回の内の3回が同期の馬（リキエイカン・メジロアサマ・トウメイ）の優勝であった。1972年の天皇賞・春を最後に引退した。

## エピソード
- 長距離に適性があったが、1800メートルの中山記念でトウショウピット（トウショウボーイの半兄・パーソロン産駒）に差されはしたものの、2着の実績もある。父チャイナロックの産駒はタケシバオーやハイセイコーのような500キログラムを超える巨漢馬が活躍したが、アカネテンリュウは470キロ前後の中型馬であった。

- 長らくコンビを組んでいた丸目騎手は、1971年の日本経済賞[2]で落馬して重傷を負い、以後は1971年の目黒記念（秋）、天皇賞（秋）、有馬記念の3戦で野平祐二が騎乗したのを除いて星野信幸が騎乗した。なお引退式では、丸目が騎乗している。

## 引退後
種牡馬として日本軽種馬協会那須種馬場に寄贈され、1973年から供用された。
代表産駒は900万下条件勝ち馬のモガミテンリュウ。
母の父として、産駒クリカンナがシャイニングスター（ステイヤーズS 2着 1989年）を出している。
1985年1月14日に腸閉塞を発症し、翌日死亡した。

## 血統表
| アカネテンリュウの血統（ハイペリオン系／Gainsborough 4×5=9.38%、Cicero、Wood Daisy 5×5=6.25%） | アカネテンリュウの血統（ハイペリオン系／Gainsborough 4×5=9.38%、Cicero、Wood Daisy 5×5=6.25%） | アカネテンリュウの血統（ハイペリオン系／Gainsborough 4×5=9.38%、Cicero、Wood Daisy 5×5=6.25%） | （血統表の出典）                   | （血統表の出典） |
| 父 * チャイナロック China Rock 1953 栃栗毛                                                     | 父の父Rockefella 1941 黒鹿毛                                                                   | Hyperion                                                                                       | Gainsborough                       | Gainsborough     |
| 父 * チャイナロック China Rock 1953 栃栗毛                                                     | 父の父Rockefella 1941 黒鹿毛                                                                   | Hyperion                                                                                       | Selene                             |                  |
| 父 * チャイナロック China Rock 1953 栃栗毛                                                     | 父の父Rockefella 1941 黒鹿毛                                                                   | Rockfel                                                                                        | Felstead                           | Felstead         |
| 父 * チャイナロック China Rock 1953 栃栗毛                                                     | 父の父Rockefella 1941 黒鹿毛                                                                   | Rockfel                                                                                        | Rockliffe                          |                  |
| 父 * チャイナロック China Rock 1953 栃栗毛                                                     | 父の母May Wong 1934 栗毛                                                                       | Rustom Pasha                                                                                   | Son-in-Law                         | Son-in-Law       |
| 父 * チャイナロック China Rock 1953 栃栗毛                                                     | 父の母May Wong 1934 栗毛                                                                       | Rustom Pasha                                                                                   | Cos                                |                  |
| 父 * チャイナロック China Rock 1953 栃栗毛                                                     | 父の母May Wong 1934 栗毛                                                                       | Wezzan                                                                                         | Friar Marcus                       | Friar Marcus     |
| 父 * チャイナロック China Rock 1953 栃栗毛                                                     | 父の母May Wong 1934 栗毛                                                                       | Wezzan                                                                                         | Woodsprite                         |                  |
| 母 ミチアサ 1960 黒鹿毛                                                                        | 母の父* ヒンドスタン Hindostan 1946 黒鹿毛                                                     | Bois Roussel                                                                                   | Vatout                             | Vatout           |
| 母 ミチアサ 1960 黒鹿毛                                                                        | 母の父* ヒンドスタン Hindostan 1946 黒鹿毛                                                     | Bois Roussel                                                                                   | Plucky Liege                       |                  |
| 母 ミチアサ 1960 黒鹿毛                                                                        | 母の父* ヒンドスタン Hindostan 1946 黒鹿毛                                                     | Sonibai                                                                                        | Solario                            | Solario          |
| 母 ミチアサ 1960 黒鹿毛                                                                        | 母の父* ヒンドスタン Hindostan 1946 黒鹿毛                                                     | Sonibai                                                                                        | Udaipur                            |                  |
| 母 ミチアサ 1960 黒鹿毛                                                                        | 母の母プレイガイドクイン 1949 黒鹿毛                                                           | * ダイオライト Diolite                                                                         | Diophon                            | Diophon          |
| 母 ミチアサ 1960 黒鹿毛                                                                        | 母の母プレイガイドクイン 1949 黒鹿毛                                                           | * ダイオライト Diolite                                                                         | Needle Rock                        |                  |
| 母 ミチアサ 1960 黒鹿毛                                                                        | 母の母プレイガイドクイン 1949 黒鹿毛                                                           | ウェッディングラス                                                                             | * シアンモア                       | * シアンモア     |
| 母 ミチアサ 1960 黒鹿毛                                                                        | 母の母プレイガイドクイン 1949 黒鹿毛                                                           | ウェッディングラス                                                                             | 第弐ウェッディングサーフ F-No.16-c |                  |

母系は小岩井農場のヘレンサーフ系。